# Ema (Film)
Ema ist ein Filmdrama des chilenischen Regisseurs Pablo Larraín, das am 31. August 2019 im Rahmen der Filmfestspiele von Venedig seine Weltpremiere feierte und am 22. Oktober 2020 in die deutschen Kinos kam.

## Handlung
Die junge Tänzerin Ema trennt sich von Gastón. Kurz zuvor hat sie den gemeinsamen Adoptivsohn Polo zurückgegeben, den beide nicht aufziehen konnten. Verzweifelt streift Ema durch die Hafenstadt Valparaíso. Ema möchte ihr Leben ändern. Sie hat sexuelle Beziehungen mit dem Feuerwehrmann Aníbal sowie der Anwältin Raquel. Als sie Tanzlehrerin in einer neuen Schule wird, erkennt sie ihren damaligen Adoptivsohn Polo unter den Schülern. Sie flüchtet mit ihm. Gastón erzählt sie von ihrer Schwangerschaft. Sie gibt Polo wieder an seine jetzigen Adoptiveltern zurück, jene Aníbal und Raquel, mit denen sie ein Verhältnis hatte. Ema teilt ihren Freundinnen mit, dass sie für ein Bestechungsgeld den Aufenthaltsort ihres Adoptivsohnes erfahren konnte. Schließlich ist sie wieder mit allen zusammen und hat Polo eine kleine Schwester geschenkt.

## Produktion

### Filmstab, Besetzung und Dreharbeiten

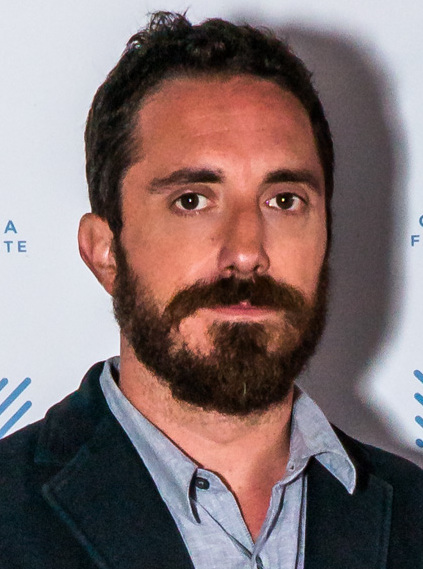
Regisseur Pablo Larraín

Regie führte Pablo Larraín. Der chilenische Filmemacher kehrt in seinem achten Spielfilm in seine Heimat zurück. Larraín umschrieb den Film als „Meditation über den menschlichen Körper, Tanz und Mutterschaft“. Bis dahin hatte er sich in fast allen seinen Filmen der chilenischen Geschichte gewidmet. So bettete Larraín die Pinochet-Diktatur in Tony Manero und Post Mortem ein, während er in No! und El Club die politische Kritik in pointierte Dialoge packte. Mit Ema ändert er seinen Fokus und nimmt die weibliche Passionen und Freiheitskämpfe in den Blick.
Mariana Di Girolamo spielt in der Titelrolle Ema. In weiteren Rollen sind Gael García Bernal als ihr Ehemann Gastón, Santiago Cabrera, Mariana Loyola, Catalina Saavedra, Giannina Fruttero und Paula Luchsinger zu sehen. Die deutsche Synchronisation entstand nach einem Dialogbuch und der Dialogregie von Benjamin Teichmann im Auftrag der Think Global Media GmbH, Berlin.
Der Film wurde in Chile gedreht. Die Dreharbeiten wurden im Sommer 2018 begonnen. Als Kameramann fungierte Sergio Armstrong.

### Filmmusik, Marketing und Veröffentlichung
Die Filmmusik komponierte Nicolas Jaar. Das Soundtrack-Album wurde Mitte August 2021 von Other People als Download veröffentlicht.
Ende August 2019 wurde ein erster Trailer vorgestellt. Ab dem 31. August 2019 wurde der Film bei den Filmfestspielen von Venedig im Hauptwettbewerb gezeigt, wo er um den Goldenen Löwen konkurrierte. Ebenfalls im September 2019 wurde er beim Toronto International Film Festival im Rahmen der Special Presentations gezeigt, Anfang Oktober 2019 beim London Film Festival. Der Film wurde im Januar 2020 beim Sundance Film Festival in der Sektion Spotlight gezeigt. Da der Film bereits für die 55. Ausgabe des Filmfestivals Karlovy Vary ausgewählt worden war, dieses jedoch wegen der Coronavirus-Pandemie abgesagt wurde, erfolgten Anfang Juli 2020 im Rahmen der Initiative „KVIFF at Your Cinema“ Vorstellungen, wo er als einer von insgesamt 16 Filmen neun Tage lang in verschiedenen Kinos in Tschechien gezeigt wurde. Ende September, Anfang Oktober 2020 wird er beim Filmfest Hamburg im Format „Gegenwartskino im Fokus“ gezeigt, hiernach beim Film Festival Cologne. Der Kinostart in Deutschland erfolgte am 22. Oktober 2020. Am 13. August 2021 kam der Film in ausgewählte US-Kinos.

## Rezeption

### Altersfreigabe
In Deutschland wurde der Film von der FSK ab 16 Jahren freigegeben. In der Freigabebegründung wird die Geschichte als eine Mischung aus Sozialdrama und experimentellem, modernem Musical beschrieben. Dabei schilderten mehrere Sexszenen auch ihre Erfahrungen mit wechselnden Geschlechtspartnern, was vor dem Hintergrund der komplexen und phasenweise auch düster-verzweifelten Atmosphäre unter 16-Jährige irritieren und emotional überfordern könne.

### Kritiken
Der Film konnte bislang 89 Prozent aller Kritiker bei Rotten Tomatoes überzeugen und erreichte hierbei eine durchschnittliche Bewertung von 7,4 der 10 möglichen Punkte.

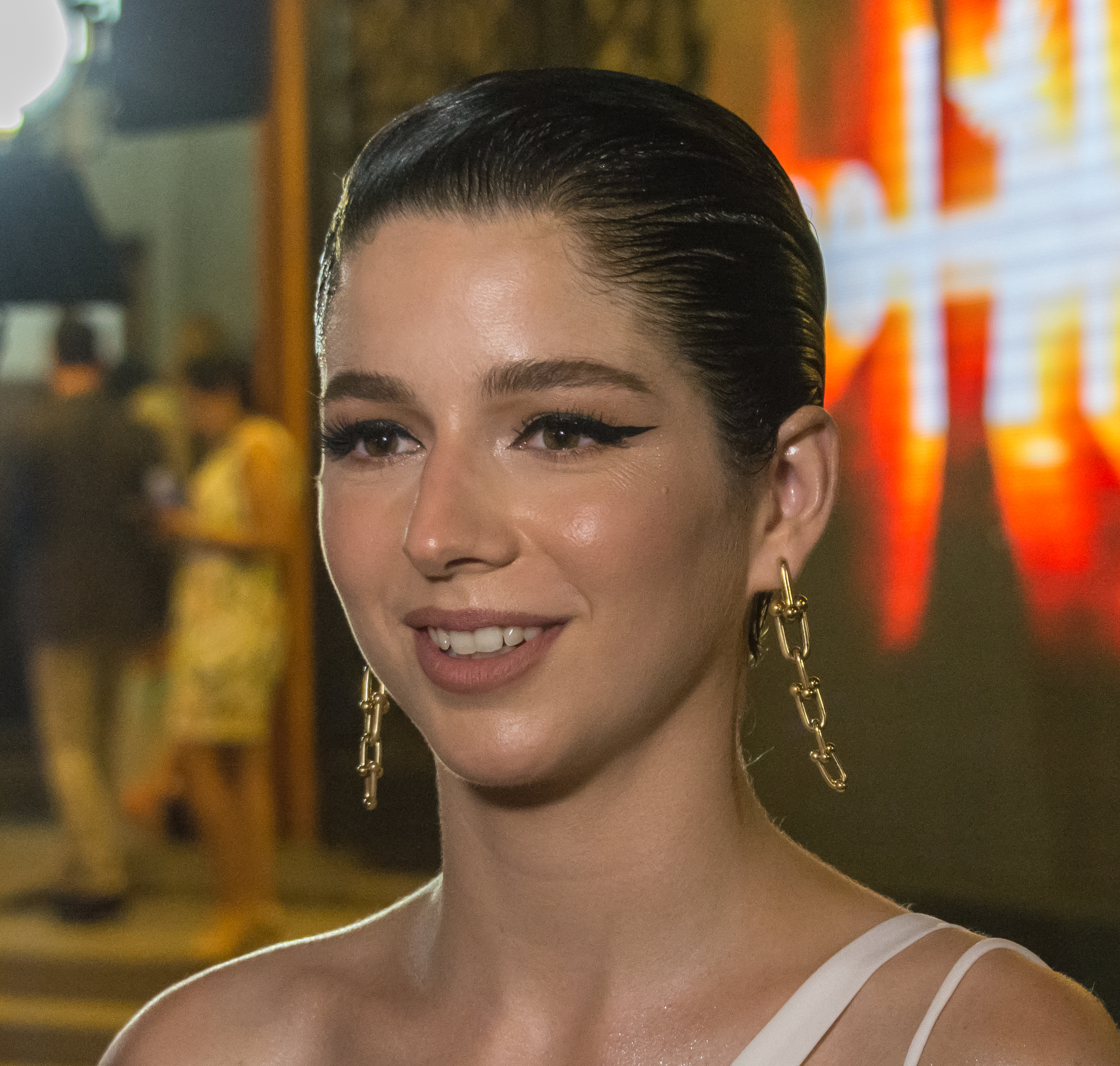
Mariana Di Girolamo spielt in der Titelrolle Ema

Owen Gleiberman von Variety schreibt, Ema erzähle überhaupt keine Geschichte, sondern sei eher eine Abfolge zufälliger Ereignisse, und was sich in einigen Szenen abspiele bewege sich irgendwo in einem Bereich zwischen Realität und Metapher. Wenn jemand auf der Suche nach einem brandneuen, unnachahmlichen Avantgardemädchen sei, das so befremdlich und befreit ist, wie man es nie zuvor gesehen hat, wäre das Geld in einen Kinobesuch nicht schlecht investiert. Kommerziell sieht Gleiberman den Film eher zum Scheitern verurteilt. Was der Film mit Jackie gemeinsam habe, sei die Art und Weise, wie Pablo Larraín seine Heldin betrachte. Die 28-jährige Mariana Di Girolamo habe eine großartige Präsenz von zeitloser Art, ähnlich wie Greta Garbo, und sie sei es auch, die den ansonsten prismatischen Film zusammenhalte. Sobald Emas Sohn Polo nicht mehr im Bilde sei, zeichne der Film ein kristallklares Porträt einer neuen weiblichen Haltung, bei der Männer irrelevant und unnötig sind und in der sich Frauen selbst feiern. Dieses Bewusstsein beleuchte und kanalisiere der Film, so in Szenen, die Ema mit ihren Freundinnen aus der Tanzgruppe zeigen, die für Gleiberman die besten des Films sind und die er als intime Momentaufnahmen einer ganz besonderen  Schwesternschaft beschreibt. Andererseits benutze Ema einen hübschen Barkeeper, mit dem sie eine Affäre hat, einfach nur als Deckrüden.
Silvia Bahl vom Filmdienst findet, Hauptdarstellerin Di Girolamo trage mit ihrer enigmatischen Ausstrahlung entscheidend dazu bei, Ema eine Sogwirkung zu verleihen, die den Film zu einem Medium der Verführung werden lässt. Die agile Kamera von Sergio Armstrong erschaffe dabei immer wieder neue Bühnen für die jungen Frauen, die für sich selbst tanzen und durch die gemeinsamen Rhythmen zu einem neuen Körpergefühl finden, wie insgesamt der Beat der Musik die Menschen im Film auf die eigene Triebhaftigkeit reduziere. In manchen Momenten werde Ema zu einem durchaus politischen Zeit- und Generationenporträt, weil es die binäre Geschlechteraufteilung mit unaufdringlicher Selbstverständlichkeit überschreite und zugleich zeigt, dass Lust und Begehren ohnehin nie darin aufgehen, wodurch Larraín auch eine Referenz an Teorema – Geometrie der Liebe von Pier Paolo Pasolini schaffe, so Bahl.

### Auszeichnungen
Internationale Filmfestspiele von Venedig 2019
- Nominierung für den Goldenen Löwen (Pablo Larraín)
- Auszeichnung als Best Film of Venezia 76 mit dem ARCA CinemaGiovani Award (Pablo Larraín)
- Auszeichnung Premio UNIMED – Unione delle Università del Mediterraneo (Pablo Larraín)
- Nominierung für den Queer Lion (Pablo Larraín)

Miami Film Festival 2020
- Nominierung für den Knight Marimbas Award (Pablo Larraín)
- Auszeichnung mit dem Oolite Arts Miami Film Festival Poster Design Award (Daniel González Sánchez)
- Auszeichnung für die Beste Filmmusik mit dem Alacran Music in Film Award (Nicolas Jaar)[21][22]